# Ивачево (Московская область)
Ивачево — деревня в Луховицком районе Московской области, входит в Головачёвское сельское поселение. Ранее до 2004 года относилась к Аксёновскому сельскому округу. Деревня небольшая — по данным 2006 года в ней проживало 33 человека, с тех пор население сокращается.
| 2002 | 2006 | 2010 |
| ---- | ---- | ---- |
| 34   | ↘33  | ↘19  |

Ближайшие населённые пункты к деревне: Чуприково — 1 км, Аксёново — 2 км и Подлипки — 1,5 км. Сама деревня расположена на левом берегу одного из притоков реки Вобля. Между Ивачево и Чуприково на реке расположен пруд, который и разделяет эти две деревни.

## Расположение
- Расстояние от административного центра поселения — деревни Головачёво
  - 3,5 км на север от центра деревни
  - 4 км по дороге от границы деревни (через Подлипки)
- Расстояние от административного центра района — города Луховицы
  - 7 км на восток от центра города
  - 11,5 км по дороге от границы города (по Новорязанскому шоссе и далее через Головачёво и Подлипки)

## Известные люди
В деревне родился русский математик Александр Степанович Ершов (1818—1867).